# غرق رزم‌ناوهای پرنس ولز و رپولس
غرق رزم‌ناوهای پرنس ولز و رپولس (انگلیسی: Sinking of Prince of Wales and Repulse) غرق اچ‌ام‌اس ریپالس (۱۹۱۶) و اچ‌ام‌اس اکسپرس (اچ۶۱) بود که در طی یکی از نبردهای جنگ اقیانوس آرام رخ داد.